# Adolf Stoecker
Adolf Stoecker, anche reso graficamente come Adolf Stöcker (Halberstadt, 11 dicembre 1835 – Bolzano, 2 febbraio 1909) è stato un politico, teologo e scrittore tedesco.

## Biografia
Dopo aver studiato alle università di Halle e di Berlino, lavorò alcuni anni come precettore, e nel 1863 diventò pastore luterano. Nel 1867 fu trasferito dal Concistoro nella cittadina industriale di Hamersleben vicino a Magdeburgo. Nello stesso anno sposò Anna Krüger, figlia di un commerciante brandeburghese. Durante la  guerra franco-prussiana del 1870-71 fu cappellano militare di una divisione dislocata a Metz. Nel 1874 divenne predicatore di corte per il Kaiser Guglielmo I. Approfittò della situazione per farsi agitatore politico, predicando l'anti-semitismo, combattendo il secolarismo, il liberalismo e il socialismo e fondando nel 1878 il Partito Sociale Cristiano dei lavoratori, nel 1881 ribattezzato semplicemente Partito Sociale Cristiano. Pur ottenendo magrissimi risultati elettorali, grazie ad un accordo di coalizione con il Partito Conservatore Tedesco fu deputato del Reichstag dal 1881 al 1893 e nuovamente dal 1898 al 1908, e fu responsabile dell'introduzione della tematica anti-semita nel programma e nella retorica del Partito Conservatore. Pubblicò numerosi libri, che spaziano dalla teologia alle dissertazioni politiche.
Stoecker, dopo essersi trasferito nell'ultimo periodo di sua vita a Gries presso Bolzano, morì ivi il 2 febbraio nella Villa Monsejour. Il suo feretro fu traslato a Berlino.